# 吐氏暗哲水蚤
吐氏暗哲水蚤（学名：Scottocalanus thorii）为厚殼水蚤科暗哲水蚤屬下的一个种。